# Radio Contact Liberec
Radio Contact Liberec (auch Radio Contact oder RCL) war ein tschechischer privater Hörfunksender, der in der Region Liberec auf der UKW-Frequenz 101,4 MHz zu empfangen war.
Im Programm wurde Musik von den 1960er Jahren bis zur Gegenwart gespielt. Die Songs bestanden größtenteils aus Pop, Rock, Disco, Dance, Country und Volksmusik. Die Hörer des Senders waren zwischen zwanzig und fünfzig Jahre alt.
Am 4. September 2021 übernahm Radio Blanik die Frequenz von Radio Contact Liberec. Der Sender wurde bis auf weiteres eingestellt. Der Name wird von der Hitradio-Kette als Hitrádio Contact weiterverwendet.